# Mistrovství Evropy v judu 1952
II. Mistrovství Evropy v judu za rok 1952 proběhlo v Paříži, Francie v Palais des Sports ve dnech 9. až 10. prosince 1952.

## Informace a program turnaje
- seznam účastníků

Judisté bojovali k.o. vyřazovacím způsobem. Judista, který v turnaji prohrál byl definitivně vyřazen. Poražení semifinalisté získali automaticky bronzovou medaili (3. místo).  
- ÚTE - 09.12.1952 - test váhových kategorií
- STŘ - 10.12.1952 - soutěž týmů a individuální soutěže podle technických stupňů

## Československá stopa
Československo nebylo členem Evropské unie juda a mistrovství Evropy se neúčastnilo.

## Výsledky

### Individuální soutěže
| Muži          | Zlato                                                                             | Stříbro                                                                           | Bronz                                                                             | Bronz                                                                             |
| Muži          | Váhové kategorie (TEST)                                                           | Váhové kategorie (TEST)                                                           | Váhové kategorie (TEST)                                                           | Váhové kategorie (TEST)                                                           |
| ------------- | --------------------------------------------------------------------------------- | --------------------------------------------------------------------------------- | --------------------------------------------------------------------------------- | --------------------------------------------------------------------------------- |
| −68 kg (TEST) | Charrière (FRA)                                                                   | Jaap Nauwelaerts (NED)                                                            | ?                                                                                 | ?                                                                                 |
| −80 kg (TEST) | Henri Courtine (FRA)                                                              | Hein Essink (NED)                                                                 | ?                                                                                 | ?                                                                                 |
| +80 kg (TEST) | Jean Gillet (FRA)                                                                 | Anton Geesink (NED)                                                               | ?                                                                                 | ?                                                                                 |
| Muži          | Zlato                                                                             | Stříbro                                                                           | Bronz                                                                             | Bronz                                                                             |
| Muži          | Kategorie technických stupňů                                                      |                                                                                   |                                                                                   |                                                                                   |
| 1. Kju        | Gilbert Briskine (FRA)                                                            | Hein Essink (NED)                                                                 | ?                                                                                 | ?                                                                                 |
| 1. Dan        | Anton Geesink (NED)                                                               | Georges Poumarat (FRA)                                                            | ?                                                                                 | ?                                                                                 |
| 2. Dan        | Robert Jacquemond (AUT)                                                           | Bernard Pariset (FRA)                                                             | ?                                                                                 | ?                                                                                 |
| 3. Dan        | Guy Cauquil (FRA)                                                                 | Franz Nimführ (AUT)? Sieburg (AUT)?                                               | ?                                                                                 | ?                                                                                 |
| 4. Dan        | Mistrovství v této disciplíně bylo zrušeno, protože se přihlásil jeden soutěžící. | Mistrovství v této disciplíně bylo zrušeno, protože se přihlásil jeden soutěžící. | Mistrovství v této disciplíně bylo zrušeno, protože se přihlásil jeden soutěžící. | Mistrovství v této disciplíně bylo zrušeno, protože se přihlásil jeden soutěžící. |
| Muži          | Zlato                                                                             | Stříbro                                                                           | Bronz                                                                             | Bronz                                                                             |
| Muži          | Kategorie bez rozdílu vah a technických stupňů                                    |                                                                                   |                                                                                   |                                                                                   |
|               | Guy Verrier (FRA)                                                                 | Robert Jacquemond (AUT)                                                           | Elio Volpi (ITA)                                                                  | Alfred Grabher (GBR)                                                              |

### Soutěže družstev
| Muži                              | Zlato                                                                                          | Stříbro | Bronz            | Bronz        |
| --------------------------------- | ---------------------------------------------------------------------------------------------- | --- | ---------------- | ------------ |
| Družstva podle technických stupňů | Francie (FRA) (Jacques Belaud, Lucien Collonges, Henri Courtine, Bernard Pariset, Guy Verrier) | Rakousko (AUT) (Walter Gauhs, Gerhard Glanner, Robert Jacquemond, Leopold Körner, Anton Kreuzhuber, Franz Nimführ) | Nizozemsko (BED) | Belgie (BEL) |